# Наше життя (газета УТОГ)

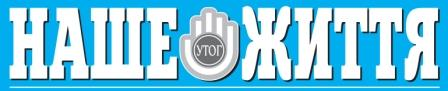
Логотип газети «Наше життя»

«На́ше життя́» — газета Українського товариства глухих (УТОГ)

## Інформація про видання
З метою інформаційного забезпечення нечуючих інвалідів Центральне правління УТОГ з 5 липня 1967 року видає щотижневу газету «Наше життя». Ця газета є єдиним в Україні друкованим засобом, який вже понад 40 років висвітлює життя нечуючих інвалідів України.
На шпальтах «НЖ», окрім вище сказаного, також друкуються новини зі світу сурдотехніки, висвітлюються наукові доробки та нові книжки, повчальні життєві історії та корисні поради на кожен день, смачні рецепти та захопливі конкурси… та багацько іншої цікавої та корисної інформації.
Також, «НЖ» висвітлює і міжнародні події зі світу тиші, які сталися в Україні, Росії, в країнах ближнього та дальнього зарубіжжя.
Співпрацює «Наше життя» як з державними органами (Міністерство праці та соціального захисту населення, Міністерство освіти, Міністерство молоді сім'ї та спорту, та інші), так і з громадськими (Благодійний фонд «Единственная»), культурними (Театр «РАЙДУГА») та спортивними організаціями (СФГУ тощо), виробничими підприємствами УТОГ та навчальними закладами. Час від часу на шпальтах «НЖ» з'являються творчі та літературні роботи наших читачів.

## Колектив
Колектив редакції нараховує 9 штатних (з них — 6 інвалідів зі слуху) та багато позаштатних співробітників.
Є власний кореспондент у Москві.
Головний редактор видання — Каменська Наталія Миколаївна.

### Видавничий відділ
Окрім видання газети, редакція також займається підготовкою та оформленням тематичних книжок Українського товариства глухих та нечуючих літераторів. Самі книжки друкуються на УТОГівському підприємстві «СПКТБ»
Газета виходить щотижня на 8 сторінках накладом від 6500 до 8000 примірників.
Передплатний індекс — 60981
Розповсюджується по скринькам передплатників державним підприємством «Укрпошта»
Серед читачів «НЖ» громадяни України та європейських країн.